# Natalia Ponce de León

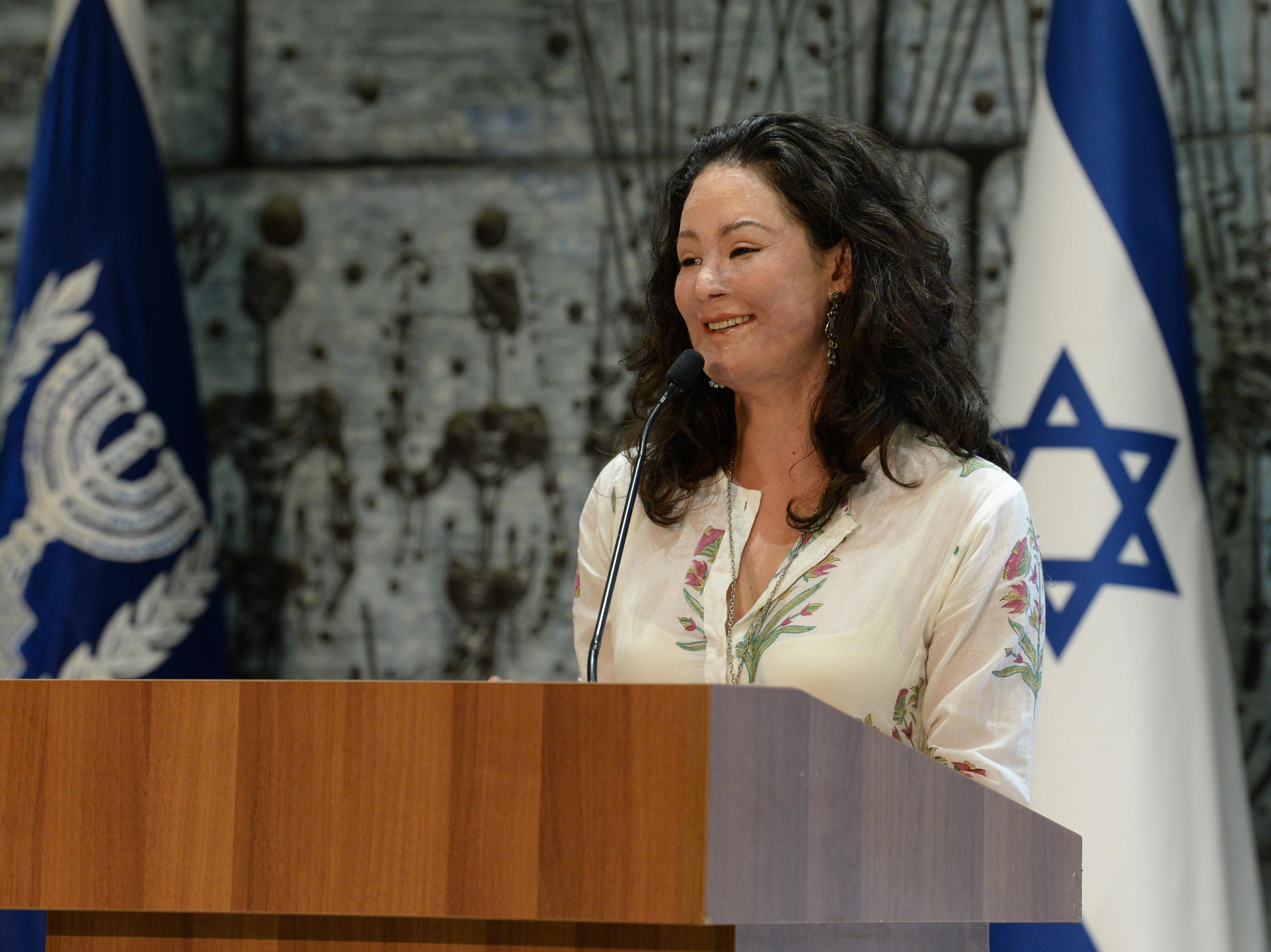
Natalia Ponce de León trong Hội nghị phụ nữ quốc tế Mashav lần thứ 30 tại Israel, tháng 5 năm 2018

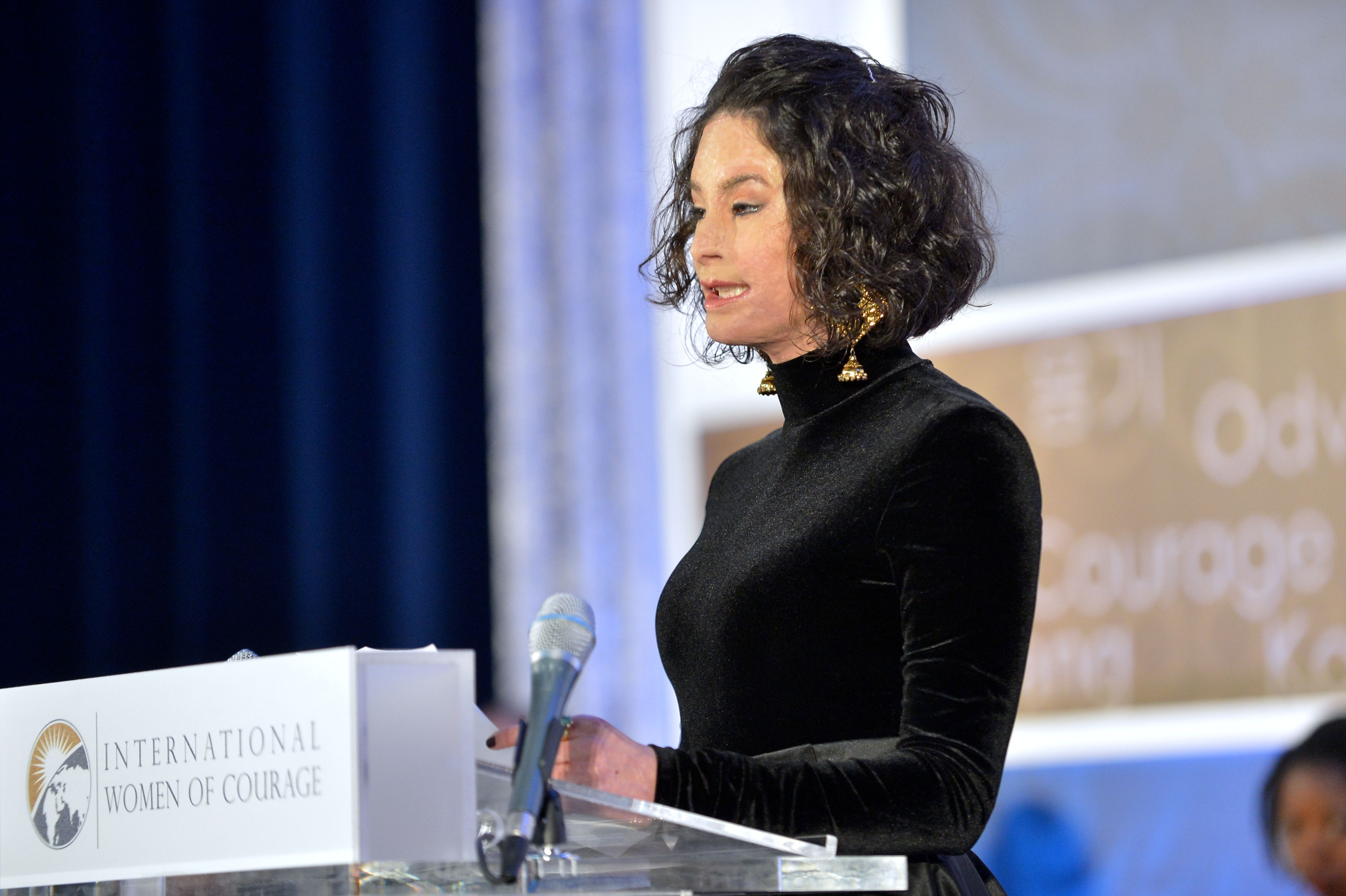
2017 Natalia Ponce de León trong một buổi lễ trao Giải quốc tế cho Phụ nữ dũng cảm
tại Bộ Ngoại giao Hoa Kỳ, Washington, DC, vào ngày 29 tháng 3 năm 2017

Natalia Ponce de León  (sinh năm 1981)
là một phụ nữ người Colombia và là nạn nhân tội phạm. Cô đã thành công trong việc vận động sự ra đời một luật nhắm vào những kẻ tấn công bằng axit trên đất nước của mình.

## Tấn công
Ponce de León, một doanh nhân nữ thành đạt, đã bị tấn công bởi Jonathan Vega, người đã ném một lít axit sunfuric lên khuôn mặt và cơ thể cô vào ngày 27 tháng 3 năm 2014 trong lúc cô đến thăm bà mẹ ở Santa Barbára. Vega, một người hàng xóm cũ, đã báo cáo "bị ám ảnh" với Ponce de León và đã đe dọa giết cô sau khi cô từ chối mối quan hệ. 24% cơ thể bị bỏng là kết quả của cuộc tấn công. Ponce de León đã trải qua 15 ca phẫu thuật chỉnh hình trên khuôn mặt và cơ thể kể từ sau cuộc tấn công.

## Công luận và luật mới
Tuy nhiên, trường hợp của cô không phải là một trường hợp duy nhất. Ba năm trước cuộc tấn công diễn ra, Colombia đã báo cáo là một trong những nước có tỷ lệ tấn công bằng axit cao nhất trên thế giới. Tuy vậy, không có một luật nào được thực thi tại đây cho đến khi chiến dịch Ponce de León diễn ra trong vài tháng sau cuộc tấn công
Luật mới đã thông qua và được đặt theo tên của cô, xác định tấn công axit như là một tội phạm cụ thể và mức án tối đa lên 50 năm tù tại trại giam. Pháp luật cũng nhằm mục đích để cung cấp cho các nạn nhân với chăm sóc y tế nhà nước tốt nhất bao gồm phẫu thuật phục hồi và tâm lý trị liệu. Ponce de León bày tỏ hy vọng rằng luật mới sẽ ngăn chặn trước các cuộc tấn công xảy ra trong tương lai.

## Truyền thông
Ponce de León mạnh dạn phát biểu công khai với mặt nạ bảo vệ trong suốt quá trình vận động tranh cử của mình. Tuy nhiên, cô quyết định để lộ khuôn mặt trong cuốn sách El renacimiento de Natalia Ponce de León (The Rebirth of Natalia Ponce de León), với câu chuyện của mình, được xuất bản vào tháng 4 năm 2015.